# Bouzou Tsougounné
Bouzou Tsougounné (auch: Bouzou Gougouné, Bouzou Sougoné, Bouzou Sougouné, Bouzou Tougouné) ist ein Dorf in der Landgemeinde Tchaké in Niger.

## Geographie
Das von einem traditionellen Ortsvorsteher (chef traditionnel) geleitete Dorf befindet sich rund zwölf Kilometer nordwestlich des Hauptorts Tchaké der gleichnamigen Landgemeinde, die zum Departement Mayahi in der Region Maradi gehört. Weitere Siedlungen in der Umgebung von Bouzou Tsougounné sind Dan Baou im Norden und Maïbagaï im Südwesten.
Es herrscht das Klima der Sahelzone vor, mit einer durchschnittlichen jährlichen Niederschlagsmenge zwischen 300 und 400 mm. Die Landschaft zwischen den Trockentälern Goulbin Kaba und Tarka, in der das Dorf liegt, ist von alten, unbeweglichen Dünen geprägt.

## Geschichte

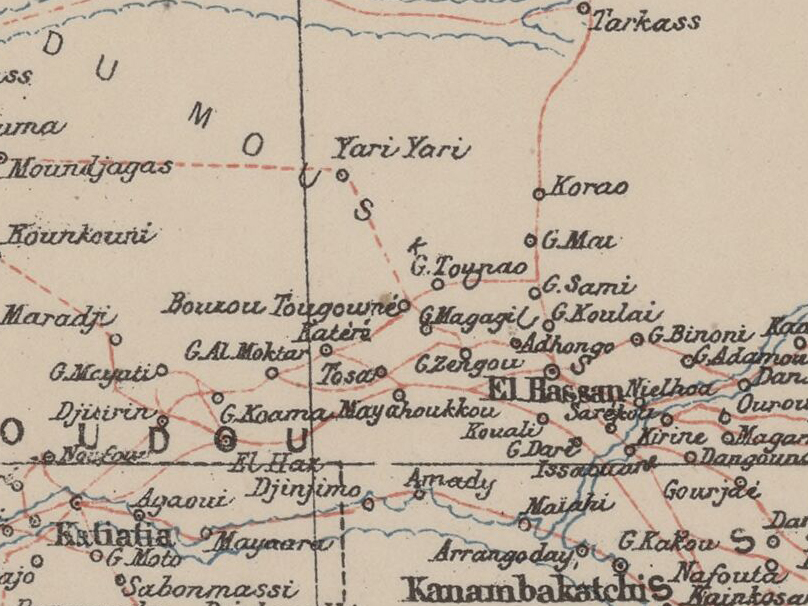
Ausschnitt einer Karte von 1903 mit Bouzou Tsougounné (Bouzou Tougouné) im Zentrum

Mayahi Andi, ein Mann aus Bouzou Tsougounné, gründete Mitte des 19. Jahrhunderts die Siedlung Sarkin Haoussa. Als ein Feuer 1910 Sarkin Haoussa verwüstete, fanden dessen Einwohner in Bouzou Tsougounné Zuflucht.

## Bevölkerung
Bei der Volkszählung 2012 hatte Bouzou Tsougounné 632 Einwohner, die in 73 Haushalten lebten. Bei der Volkszählung 2001 betrug die Einwohnerzahl 496 in 60 Haushalten und bei der Volkszählung 1988 belief sich die Einwohnerzahl auf 406 in 62 Haushalten.
Die Bevölkerungsdichte in diesem Gebiet ist für nigrische Verhältnisse hoch.

## Wirtschaft und Infrastruktur
Das Gebiet der Ebenen im südlichen Teil der Region Maradi, in dem sich Bouzou Tsougounné befindet, ist von einer anhaltenden Degradation der ackerbaulichen Flächen gekennzeichnet, die mit der hohen Bevölkerungsdichte in Zusammenhang steht. Es gibt eine Schule im Dorf.